# 薪の上のヘラクレス
『薪の上のヘラクレス』（まきのうえのヘラクレス、仏: Hercule terrassant l'hydre de Lerne、英: Hercules Vanquishing the Hydra of Lerma）は、17世紀イタリアのバロック期のボローニャ派の巨匠グイド・レーニが1617-1619年ごろ、キャンバス上に油彩で制作した絵画である。本来、マントヴァ近郊のヴィッラ・ファヴォリータ (Villa Favorita) の1室のためにマントヴァ公フェルディナンド1世・ゴンザーガによって委嘱されたギリシア神話の英雄へラクレスを表す連作のうちの1点であった。その後、イングランド王チャールズ1世、エバーハルト・ジャバッハなどの所有を経て、1662年にフランス国王ルイ14世に購入された。作品は1793年以来、パリのルーヴル美術館に所蔵されている。

## 作品
英雄へラクレスはヘラの怒りを買い、発狂させられてしまう。そして自分の子を敵と思い、1人残らず殺してしまうが、正気に返った後、自身が犯した罪に愕然とし、どうすれば罪を償えるかアポローンの神託に尋ねた。すると「ティリュンス王エウリュステウスの臣下となり、王の命じる10の難行をやり遂げよ」と命じられた。
ヘラクレスの死を描く本作『薪の上のヘラクレス』は、「ヘラクレスの功業」中の挿話の1つである。ケンタウロス族の1人ネッソスはヘラクレスの妻デーイアネイラ誘拐しようとしたとき、ヘラクレスによりヒュドラの毒に浸した矢で殺された。ネッソスは死の間際、デイアネイラに「ヘラクレスが浮気をしたときは、私の血を彼の肌着に塗って着せるといい。そうすれば、彼の愛情は必ず取り戻せるだろう」といった。その後、ヘラクレスはオイカレアの女王イオレーを愛人とした。これを嘆いたディアネイラはネッソスの言葉を思い起こし、ネッソスの血をヘラクレスの肌着に塗った。その血にはヒュドラの毒が入っていたため、肌着を知らずに身に着けたヘラクレスの身体にはたちまち毒が回り、彼は激しい苦しみに襲われた。最後の時を悟った彼はオイタ山の頂上に赴き、そこで自らを火葬に処した。本作に描かれているのは、まさにこの場面である。
マントヴァ公がレーニに依頼した連作の主題であったヘラクレスは身体的な力と道徳的誠実さの第一人者とされ、政治的権力を行使するためのモデルとして当時の君主たちに称賛された。連作をなしていたのは、本作以外に『レルネのヒュドラを退治するヘラクレス』、『デイアネイラを巡るヘラクレスとアケロスの闘い』、『ネッソスに掠奪されるデイアネイラ』 (すべてルーヴル美術館蔵) であった。
それぞれの作品において、背景は人物像をモニュメンタルに表現するためにおろそかにされており、人体像が鑑賞者のすべての注意を引く焦点となっている。それらの人体像はレーニがローマ滞在時に学んだであろうヘレニズム時代の彫刻の作例に由来し、力強い肉体と人工的な仕草によって画面を支配している。

## レーニの連作 (ルーヴル美術館蔵)

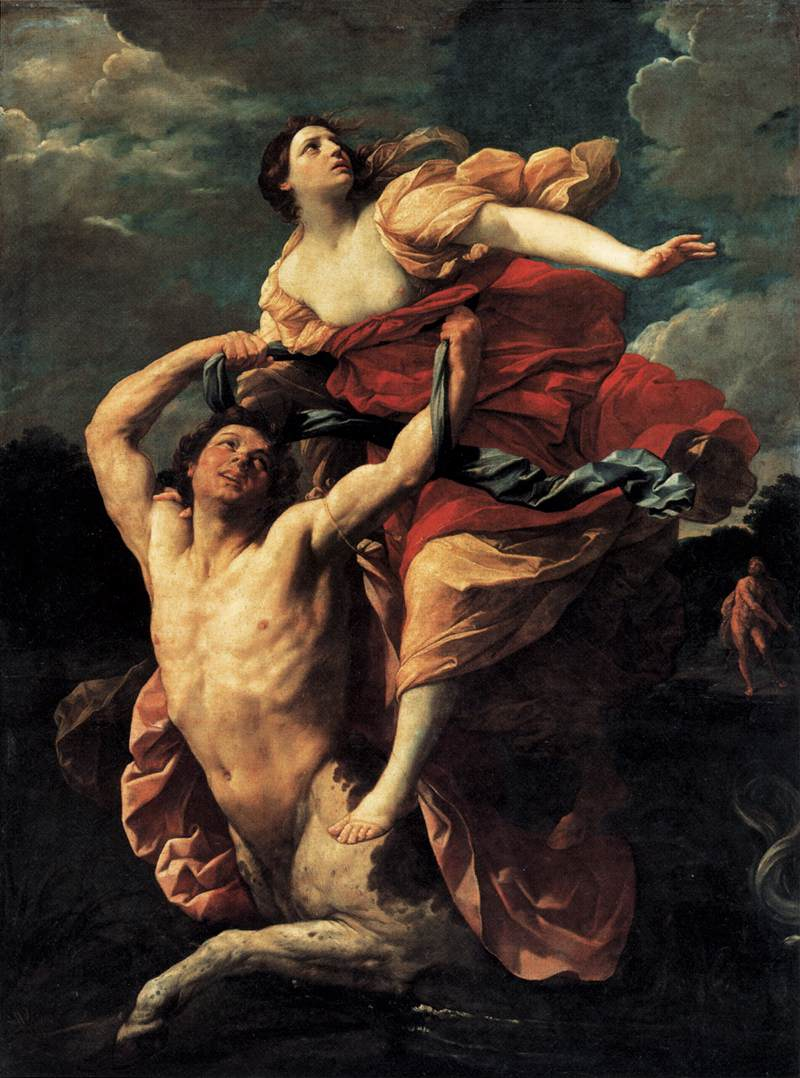
『ネッソスに掠奪されるデイアネイラ』 (1617-1619年)
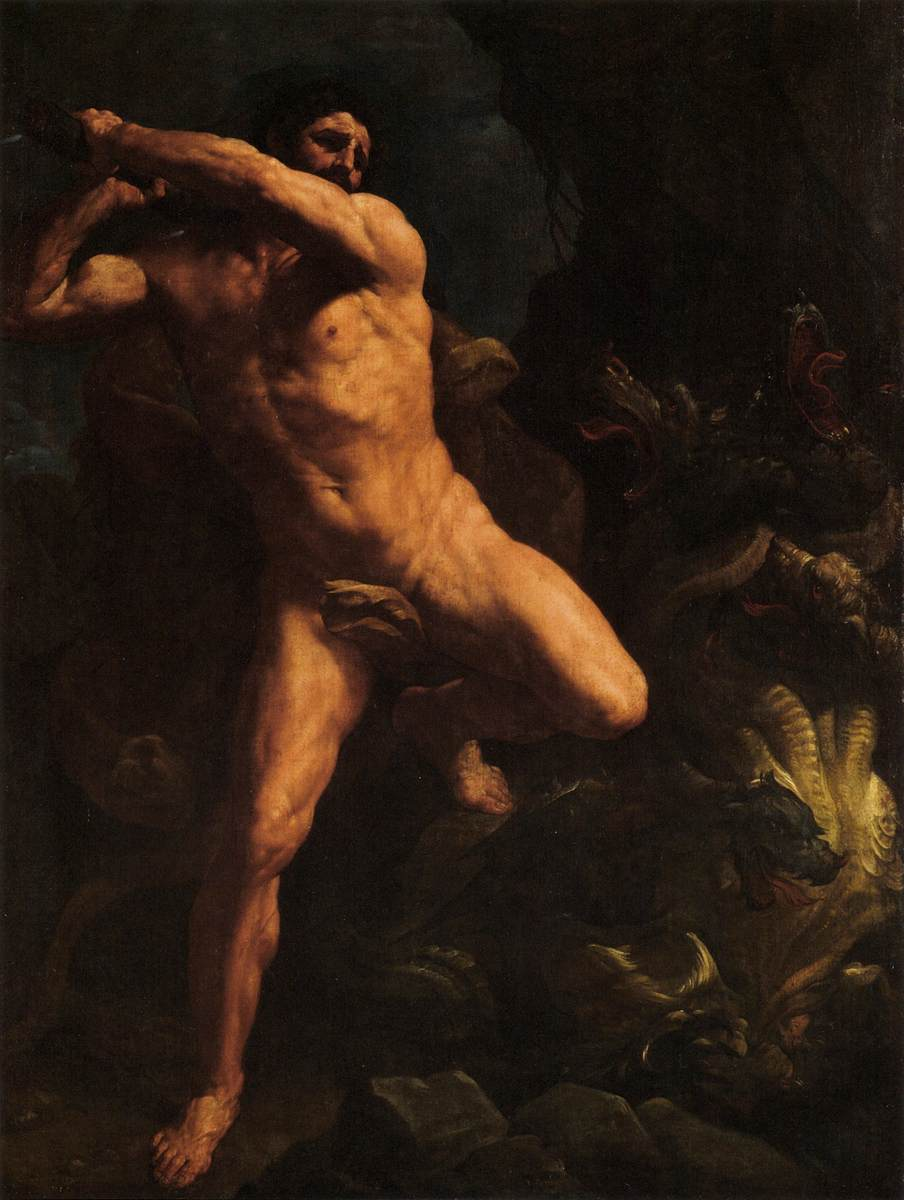
『レルネのヒュドラを退治するヘラクレス』 (1617-1620年)
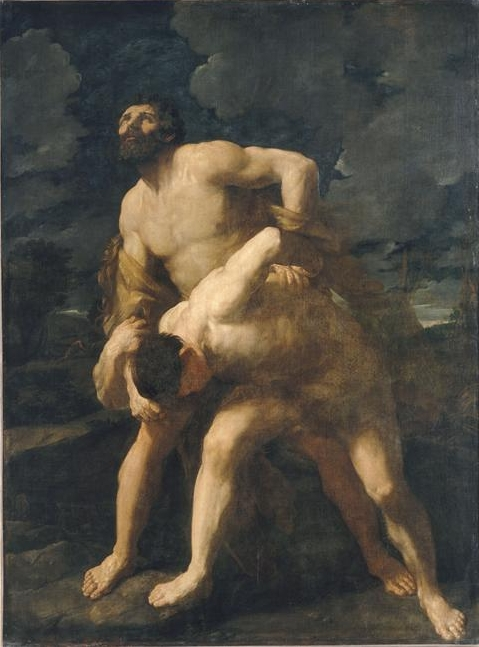
『デイアネイラを巡るヘラクレスとアケロスの闘い』(1620-1621年)